# Abynotha
Abynotha là một chi bướm đêm thuộc họ Erebidae.